# Västervik Express

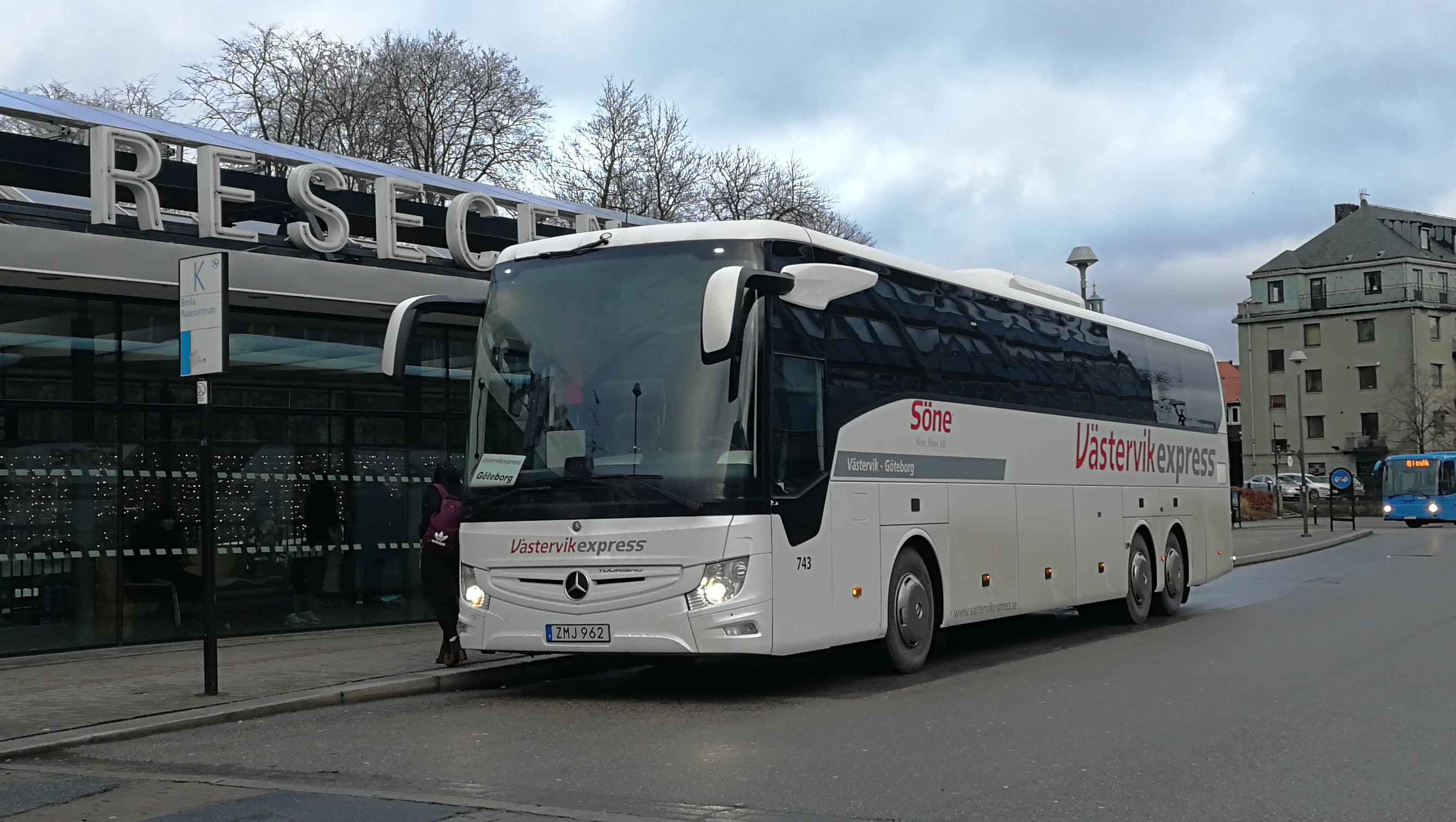
Västervik Express mot Göteborg står vid Borås Resecentrum

Västervik Express är ett varumärke för Connect Bus Sverige AB:s (tidigare Söne Buss) kommersiella busstrafik Västervik – Göteborg och Västervik – Stockholm.

## Linjenät
- Västervik-Göteborg, via Verkebäck, Ankarsrum, Vimmerby, Mariannelund, Eksjö, Nässjö, Jönköping, Rasta Strängsered, Ulricehamn, Borås och Landvettermotet
- Västervik-Stockholm, via Gamleby, Valdemarsvik, Söderköping och Norrköping.